# Diplomys
Diplomys és un gènere de dues espècies de rates espinoses oriündes de les Amèriques. Es tracta de rosegadors de pelatge bast, però sense espines vertaderes. El pelatge dorsal pot ser marró vermellós, rogenc o taronja amb parts més fosques per la presència de pèls negres dispersos, mentre que el pelatge ventral varia entre marró clar i rosa. La cua marró té pocs pèls. Alguns exemplars tenen la punta de la cua en forma de plomall.
Les espècies d'aquest grup tenen una llargada corporal d'entre 20 i 48 cm, sense comptar la cua d'entre 18 i 28 cm. Pesen entre 360 i 430 g. Les femelles de D. labilis embarassades poden arribar a pesar 490 g.